# Роббі Амелл
Роббі Амелл (англ. Robbie Amell, нар. 21 квітня 1988, Торонто, Онтаріо, Канада) — канадсько-американський актор і продюсер. Він найбільш відомий своїми ролями Стівена Джеймсона в телесеріалі «Люди майбутнього», Ронні Реймонда в телесеріалі «Флеш» і Нейтана Брауна в серіалі «Завантаження». Інші ролі включають Фреда Джонса у фільмах Скубі-Ду! Таємниця починається і Скубі-Ду! Прокляття озерного чудовиська, «Мисливці» в ролі Пекстона Флінна, «Няняка» в ролі Макса та науково-фантастичний фільм «Код 8» в ролі Коннора Ріда; в останньому з яких також знявся його двоюрідний брат Стівен Амелл.

## Особисте життя
Амелл почав зустрічатися з актрисою Італією Річчі в липні 2008 року. Пара заручилася 20 серпня 2014 року та одружилася 15 жовтня 2016 року. У 2019 році в Амелл і Річчі народилася перша дитина, син; у січні 2020 року вони отримали подвійне громадянство Канади/США та проживають у Торонто.
Амелл був уболівальником хокейної команди «Торонто Мейпл Ліфс», але після переїзду до Лос-Анджелеса Амелл почав вболівати за «Лос-Анджелес Кінгс», але все ще називає «Торонто» своєю «другою командою». В інтерв'ю 2015 року Амелл обговорював свою підтримку другої команди НХЛ у Торонто через розширення ліги.

## Фільмографія
| Рік       |    | Українська назва                            | Оригінальна назва                      | Роль            |
| --------- | -- | ------------------------------------------- | -------------------------------------- | --------------- |
| 2005      | ф  | Гуртом дешевше 2                            | Cheaper by the Dozen 2                 | Даніел          |
| 2006      | с  | Втікачі                                     | Runaway                                | Стівен          |
| 2006—2007 | с  | Життя з Дереком                             | Life with Derek                        | Макс Міллер     |
| 2007      | ф  | Американський пиріг: Переполох у гуртожитку | American Pie Presents: Beta House      | Нік Андерсон    |
| 2007      | ф  | Покинутий вмирати                           | Left for Dead                          | Блер            |
| 2008      | тф | Крізь об'єктив                              | Picture This                           | Дрю Паттерсон   |
| 2008      | с  | Розслідування Мердока                       | Murdoch Mysteries                      | Валлос Дрісколл |
| 2008—2011 | с  | Тру Джексон                                 | True Jackson, VP                       | Джиммі Морган   |
| 2009      | ф  | Проект Елісон Стоунер                       | The Alyson Stoner Project              | VIP персона     |
| 2009      | тф | Скубі-Ду 3: Таємниця починається            | Scooby-Doo! The Mystery Begins         | Фред Джонс      |
| 2010      | с  | Неприродна історія                          | Unnatural History                      | Майкл О'Маллі   |
| 2010      | тф | Скубі-Ду 4: Прокляття озерного монстра      | Scooby-Doo! Curse of the Lake Monster  | Фред Джонс      |
| 2011      | с  | Як я зустрів вашу маму                      | How I Met Your Mother                  | Нейт Скубірмен  |
| 2011      | с  | Брати і сестри                              | Brothers & Sisters                     | Вільям Вокер    |
| 2011—2012 | с  | Помста                                      | Revenge                                | Адам Коннор     |
| 2011      | с  | Місце злочину: Нью-Йорк                     | CSI: NY                                | Райлі Фрейзер   |
| 2012      | ф  | Удар блискавки                              | Struck by Lightning                    | Джастін Вокер   |
| 2012      | с  | Алькатрас                                   | Alcatraz                               | Рей Арчер       |
| 2012      | тф | Осине гніздо                                | Hornet's Nest                          | Енді Брезіл     |
| 2012      | с  | Милі ошуканки                               | Pretty Little Liars                    | Ерік Кан        |
| 2012      | с  | Гаваї 5.0                                   | Hawaii Five-0                          | Біллі Кітс      |
| 2013      | тф | Мисливці                                    | The Hunters                            | Пекстон Флінн   |
| 2013      | с  | Кралі в Клівленді                           | Hot in Cleveland                       | Лойд            |
| 2013      | с  | Пенсільванія авеню 1600                     | 1600 Penn                              | Д.Б             |
| 2013      | с  | Зак Стоун стане відомим                     | Zach Stone Is Gonna Be Famous          | Нік             |
| 2013—2014 | с  | Люди майбутнього                            | The Tomorrow People                    | Стівен Джеймсон |
| 2014      | кф | Кримінал                                    | Criminal                               | Діно            |
| 2014—2022 | с  | Флеш                                        | The Flash                              | Ронні Реймонд   |
| 2015      | ф  | Простачка                                   | The DUFF                               | Веслі Руш       |
| 2015      | ф  | Макс                                        | Max                                    | Кайл Вінкотт    |
| 2015      | ф  | Анатомія припливу                           | Anatomy of the Tide                    | Бред МакМанус   |
| 2015      | с  | Американська сімейка                        | Modern Family                          | Чейз            |
| 2015      | с  | Гонитва за життям                           | Chasing Life                           | Хлопець екстазу |
| 2016—2018 | с  | Цілком таємно                               | The X-Files                            | Кід Міллер      |
| 2016      | тф | Код 8                                       | Code 8                                 | Коннор Рід      |
| 2016      | ф  | Дев'ять життів                              | Nine Lives                             | Девід Бренд     |
| 2016      | ф  | Арка                                        | ARQ                                    | Рентон          |
| 2017      | ф  | Нянька                                      | The Babysitter                         | Макс            |
| 2018      | ф  | Коли ми вперше зустрілися                   | When We First Met                      | Ітан            |
| 2018—2019 | с  | Низка злощасних подій                       | A Series of Unfortunate Events         | Кевін           |
| 2019      | ф  | Код 8                                       | Code 8                                 | Коннор Рід      |
| 2020      | с  | Завантаження                                | Upload                                 | Нейтан Браун    |
| 2020      | ф  | Відчайдушна                                 | Desperados                             | Джаред          |
| 2020      | ф  | Нянька: Королева убивць                     | The Babysitter: Killer Queen           | Макс            |
| 2020      | ф  | Їжте                                        | Eat Wheaties                           | Брендон         |
| 2021      | ф  | Оселя Зла: Вітаємо у Раккун-Сіті            | Resident Evil: Welcome to Raccoon City | Кріс Редфілд    |
| 2023      | с  | Відьмак                                     | The Witcher                            | Галлатін        |
| 2023      | ф  | Більше, ніж люди                            | Simulant                               | Еван            |
| 2023      | ф  | Поплавок                                    | Float                                  | Блейк Гамільтон |
| 2023      | ф  | EXmas                                       | EXmas                                  | Грем            |
| 2024      | ф  | Код 8: Частина друга                        | Code 8: Part II                        | Коннор Рід      |